# Office Open XML
Office Open XML (comunemente abbreviato in OOXML) è un formato di file basato sul linguaggio XML per la memorizzazione di documenti informatici, come documenti di testo, fogli di calcolo, presentazioni, grafici ed altri tipi.

## Sviluppo
Il formato è stato sviluppato da Microsoft come formato di memorizzazione per i prodotti Office. In seguito, è stato anche proposto come standard ISO/IEC (DIS 29500), ma, in una sessione di votazione tenutasi il 2 settembre 2007, non ha ottenuto voti a sufficienza per essere approvato. Nei mesi successivi è seguito un ballot resolution meeting che ha portato a una seconda votazione, conclusasi il 29 marzo 2008, in cui l'OOXML è diventato standard ISO. Il 15 agosto 2008, ISO conferma la pubblicazione dello standard ISO/IEC DIS 29500 dopo aver respinto il ricorso di quattro paesi afferenti alla commissione di valutazione (Brasile, India, Venezuela, Sudafrica), contrari al giudizio positivo espresso durante il final ballot resolution meeting di Ginevra.
L'approvazione di OOXML come standard è stata oggetto di critiche da parte della divisione europea della Free Software Foundation, che ha sollevato dubbi sull'effettiva interoperabilità del formato; anche Google e IBM hanno manifestato perplessità, non ritenendo opportuna la sovrapposizione di OOXML allo standard già esistente, OpenDocument (approvato nel 2006). Per contro, Microsoft ha affermato che l'esistenza di un secondo standard conferisce all'utente finale maggiore possibilità di scelta. Non sono comunque mancati i pareri positivi, tra cui quelli di alcuni sostenitori dello stesso OpenDocument.
Lo standard ha definito due differenti set di specifiche: Transitional e Strict. Il primo set contiene una serie di funzionalità che sono state definite "deprecate" e "incluse solo per retrocompatibilità", mentre il secondo è un set "più pulito", che è stato approvato allo scopo di diventare lo standard effettivo. Microsoft Office 2010, nonostante sia stato reso disponibile a un paio di anni di distanza dall'approvazione dello standard, è pienamente compatibile, sia in lettura sia in scrittura, solo con lo standard Transitional. Al contrario, lo standard ISO/IEC 29500 Strict e il primo formato ECMA-376 sono compatibili solo in lettura. Microsoft Office 2013 è pienamente compatibile anche con lo standard ISO/IEC 29500 Strict, anche se di default il salvataggio risulta ancora in formato Transitional.

## Estensioni dei file
Le estensioni dei file sono:
- .docx per un file di testo,
- .xlsx per un foglio di calcolo,
- .pptx per una presentazione.